# Chica vampiro
Chica vampiro es una serie de televisión colombiana producida por TeleVideo para RCN Televisión, creada por Marcela Citterio. Está protagonizada por Greeicy Rendón y Santiago Talledo, coprotagonizada por Estefany Escobar y Vanessa Blandón, con las participaciones antagónicas de Lorena García y Eduardo Pérez. 
La serie se estrenó el 14 de mayo de 2013 por RCN Televisión y el 23 de septiembre de 2013 por Nickelodeon Latinoamérica,con una audiencia de 3 millones de espectadores. El 5 de febrero de 2018 se estrenó en Disney Channel España.
La telenovela alcanzó un gran éxito en audiencias a nivel internacional, incluyendo países como Italia, Francia, Holanda, Portugal e Israel. Dada la óptima recepción de la serie en Europa, el 1 de agosto de 2014 se anunció una gira de conciertos con el elenco protagónico de la tira; el Vampitour llamado oficialmente, que más tarde se presentó en diferentes países del continente europeo con un éxito rotundo.

## Sinopsis
Daisy O'Brien (Greeicy Rendón) es una adolescente común que va al colegio, se divierte, se entretiene cantando y bailando, sueña con una carrera de cantante y con seguir al lado de su novio Max de la Torre (Santiago Talledo), en un amor que dure toda la vida. Sin embargo tiene algo que no es muy común; su mamá y su papá son vampiros. Pero a pesar de esto, Daisy aprende a vivir con humor y con optimismo esta situación. Cuando está a punto de cumplir dieciséis años, ocurre un terrible accidente que pone a sus padres vampiros en una tremenda encrucijada, dejarla morir o morderla y convertirla en un vampiro para toda la eternidad. Sus padres optan por la segunda opción y muerden a Daisy, quien al despertar maldice su suerte, pues ella no quería ser vampiro. Pero ya no puede hacer nada para revertirlo, ahora es una chica vampiro. Desde ese momento la relación que tiene Daisy con Max será mucho más complicada porque, ¿qué pasaría si él supiera que es una chica vampiro? e incluso ¿qué pasaría si le salen los colmillos y desea morderlo? Así su vida se divide en dos; la que tiene en el mundo mortal y la que disfruta en el mundo vampiro. Día a día Daisy tendrá que aprender a vivir su amor con Max como si fuera una chica común y no como si fuera una chica vampiro.
Daisy se encuentra dividida entre dos mundos, porque su corazón late como el de una chica normal, pero también es una chica vampiro. ¿Logrará Max volver a ser novio de Daisy? ¿Daisy le dirá la verdad a Max? ¿Estará Daisy condenada a vivir sin amor por la eternidad?

## Reparto

### Principales
| Actor                | Personaje                | Tipo                        | Poder                                                                   | Como se activa.                  |
| -------------------- | ------------------------ | --------------------------- | ----------------------------------------------------------------------- | -------------------------------- |
| Greeicy Rendón       | Daisy O'Brian, McLaren   | Vampira                     | Invisibilidad                                                           | Aplaude dos veces                |
| Santiago Talledo     | Max De La Torre          | Mortal / Vampiro (Temporal) | Controlar a las Personas                                                | Mover las manos                  |
| Eduardo Pérez        | Mirco Vladimoff          | Vampiro                     | Controlar los sentidos                                                  | Poemas Relacionados              |
| Jacqueline Arenal    | Ana BlackMerMoon McLaren | Vampira                     | Telequinesis                                                            | Mueve Objetos con la mente       |
| Juan Pablo Obregón   | Ulises O'Brian           | Vampiro                     | Hipnosis                                                                | Ver a los ojos y mover la cabeza |
| Lorena García        | Marilyn Garces           | Mortal / Vampira (Temporal) | Invisibilidad (Temporal)                                                | Aplaude dos veces                |
| Linda Lucía Callejas | María McLaren            | Vampira                     | Desmayar a quien quiera                                                 | Chasquea los dedos               |
| Gustavo Ángel        | Álvaro de la Torre       | Mortal / Vampiro            | Bailar salsa profesional                                                | Decir "Azúcar"                   |
| Bibiana Navas        | Lynette de la Torre      | Mortal / Vampira (Temporal) | Super Soplido (Temporal)                                                | Soplando                         |
| Rafael Taibo         | Drácula                  | Vampiro                     | Él puede usar todos los poderes de los vampiros                         |                                  |
| Norma Nivia          | Catalina Vladimoff       | Vampira                     | Leer la mente                                                           | Mira a los ojos                  |
| Estefany Escobar     | Lucia Barragán           | Mortal / Vampira (Temporal) | Fuego (Temporal)                                                        | Con las manos                    |
| David Prada          | Alejandro Corchuelo      | Mortal / Vampiro            | Convertirse en objetos                                                  | Estornuda                        |
| Constanza Hernández  | Noelia Pirrman           | Vampira                     | Superfuerza                                                             | Carga cosas                      |
| Erick Torres         | Vicente O'Brian          | Mortal / Vampiro (Temporal) | Hacer que todos hagan lo que el quiera / Cambiar de ropa a quien quiera | Silba / Chasquea los dedos       |
| Vanessa Blandón      | Belinda De La Torre      | Mortal / Vampiro (Temporal) | Borrar La Memoria (Temporal)                                            | Toca la frente                   |
| Nik Salazar          | Benjamin                 | Mortal                      | Mortal                                                                  | Mortal                           |
| Aura Maria Cardenas  | Julieta Vladimoff        | Vampira                     | Atravesar paredes                                                       | Solo atraviesa las paredes       |
| Susana Posada        | Zaira Fangoria           | Vampira                     | Parar y retroceder en el tiempo                                         | Mueve las manos                  |
| Maia Landaburu       | Elizabeth Pavlova        | Vampira                     | Controlar la electricidad                                               | Mueve las manos                  |
| Germán Escallón      | Francisco Agudelo        |                             |                                                                         |                                  |

### Secundarios
| Actor                  | Personaje                  | Tipo    | Poder                                      | Como Se Activa                             |
| ---------------------- | -------------------------- | ------- | ------------------------------------------ | ------------------------------------------ |
| Jorge Arturo Pérez     | Walescu                    | Vampiro | Encerrar en una burbuja a quien quiera     | Mueve una mano                             |
|                        |                            | Vampiro |                                            |                                            |
| Linda Patiño           | Isadora Rasmussen          | Vampira | Oído biónico                               | Mueve el oído                              |
| Margarita Amado        | Brunilda                   | Vampira | Torturar a quien quiera                    | Mueve las manos                            |
| Martha Silva           | Leonor Gárces              | Mortal  | Mortal                                     | Mortal                                     |
| Ilenia Antonini        | Wendy BlackMerMoon         | Vampira | Visión calorífica/Rayos X                  | Mira fijamente                             |
| Mihaela Girbea         | Bárbara                    | Vampira | Dormir a quien quiera                      | Chasquea los dedos                         |
| Mauro Urquijo          | Juez del Consejo Vampiro   | Vampiro | Desconocido                                | Desconocido                                |
| Sebastián Boscán       | Octavio                    | Vampiro | Desconocido                                | Desconocido                                |
| Andrea Ribelles        | Brigitte                   | Mortal  |                                            |                                            |
| Gaston Velandia        | Adolfo Gárces              | Mortal  | Mortal                                     | Mortal                                     |
| Chiara Francia         | Esmeralda Vladimoff        | Vampira | Hacer que cualquiera diga la verdad        | Toca los hombros                           |
| Zulma Rey              | Marilyn Monroe             | Vampira | Congelar a alguien por 10 segundos         | Toca el hombro                             |
| Alfredo Cuéllar        | Bruno Vladimoff "VampiMan" | Vampiro | Superhéroe                                 | Superhéroe                                 |
| Alina Lozano           | Andrea Corchuelo           | Mortal  | Mortal                                     | Mortal                                     |
| Pedro Pallares         | Jaime                      | Vampiro | Supervelocidad                             | Corre                                      |
| Lorena Andrade         | Doli                       | Vampira | clonar a quien quiera                      | Dice una frase                             |
| Mabel Moreno           | Nora Montalbán             | Vampira | Desconocido                                | Desconocido                                |
| José Daniel Cristancho | Clark Dent "SuperVamp"     | Vampiro | Superhéroe                                 | Superhéroe                                 |
| Jimena Duran           | Vampira Maravilla          | Vampira | Superhéroe                                 | Superhéroe                                 |
| Bárbara Hidalgo Monge  | "Tía Olga"                 | Vampira | cambiar vampiros a mortales Dice una frase | cambiar vampiros a mortales Dice una frase |
| Guillermo Blanco       | "Vampi Araña"              | Vampiro | Superhéroe                                 | Superhéroe                                 |
| Alejandra Monsalve     | Benita                     | vampira | convertirse en fantasma                    | Chasquea los dedos                         |
| Carlos Buelvas         | "Tarzanito"                | Mortal  | Mortal                                     | Mortal                                     |
| David Carrasco         | Pericles                   | Mortal  | Mortal                                     | Mortal                                     |

## Disco
Chica Vampiro: Le canzoni es el CD oficial sacado para Italia. En febrero de 2016 salió el CD en Francia bajo el título Chica Vampiro: L'Album. En febrero de 2018 salió el CD en España bajo el título Chica Vampiro: Las canciones. El CD es producido por Televideo y contiene las siguientes canciones:
1. Chica Vampiro -  Greeicy Rendón
2. Quiero Todo -  Greeicy Rendón
3. Tanto Amor - Greeicy Rendón
4. No me Olvide - Santiago Talledo
5. A Soñar -  Santiago Talledo
6. Otra luz - Santiago Talledo
7. Cantaré - Santiago Talledo y Greeicy Rendón
8. Comerte Entero - Greeicy Rendón y Eduardo Pérez
9. Dame las Buenas - Greeicy Rendón y Eduardo Pérez
10. Hoy Voy - Eduardo Pérez
11. Nada - Eduardo Pérez
12. Nadie Mejor Que Yo - Lorena García
13. Hace Bien - Santiago Talledo y Lorena García
14. Desde Que Yo Te vi -  Santiago Talledo y Lorena García

El 27 de octubre de 2022 Canal RCN relanzo el disco en version digital con audio remasterizado, con una portada diferente al disco original con el mismo listado de canciones y está disponible en YouTube, Spotify y otras plataformas digitales.

## El VampiTour en Italia 2014
Dado el éxito de la serie en Italia, el 1 de agosto de 2014 se anunció una gira de conciertos con Greeicy Rendón, Santiago Talledo, Eduardo Pérez y Lorena García, Vampitour llamado oficialmente. Las primeras etapas se llevaron a cabo en el norte de Italia (en Milán, Bolonia, Turín y Florencia) en diciembre de 2014. A partir del 10 de agosto se añadieron nuevas etapas en Roma y Nápoles, y desde el 15 de septiembre en Génova y Lecce.
El Vampitour es la gira de chica vampiro en Italia. A principios de agosto se dio a conocer El "VampiTour" que se llevó a cabo en diciembre del 2014 en Italia. Las actrices Greeicy Rendón y Lorena García dieron a conocer dicha información en sus cuentas de Instagram. Se rumoreó que después de las presentaciones en Italia, fue posible que hicieran funciones en América Latina y el Caribe.
EL 23 de noviembre la actriz Greeicy Rendón y el actor Santiago Talledo se fueron rumbo a Italia para comenzar los ensayos del Vampitour que comenzaría el 20 de diciembre en Italia. Hicieron promociones del Vampitour como sesiones de fotos con sus fanes, entrevistas, entre otros.
El Vampitour, el cual contenía show de luces, canciones y bailes en directo fue todo un éxito. La escenografía fue con pantallas tridimensionales o 3D sin necesidad alguna de lentes especiales, dando el efecto de que todo en la pantalla volaba o saltaba realmente.

### Ciudades visitadas en el VampiTour
- Milán - 20 de diciembre de 2014
- Nápoles - 21 de diciembre de 2014
- Lecce - 22 de diciembre de 2014
- Roma - 26 de diciembre de 2014
- Bolonia - 27 de diciembre de 2014
- Turín - 28 de diciembre de 2014
- Génova - 29 de diciembre de 2014
- Florencia - 30 de diciembre de 2014

## El VampiTour en Francia 2016
Chica vampiro, una producción de Televideo para el Canal RCN, sigue cosechando éxitos en Europa. Logrando récords de audiencia para Gulli, el canal francés por donde es transmitida la serie desde el 31 de octubre de 2015, que atrae cerca de 500.000 espectadores por cada episodio, ahora llega con su Vampitour al país europeo. La gira comenzó el 18 de febrero en Lille, y será presentado en Dijon, Estrasburgo, Burdeos, Lyon, Niza, Marsella, Nantes y Niza. Pasando por París el 21 de febrero de 2016.

## Episodios
| N.º episodios | N.º episodios | Colombia           | Colombia               | Latinoamérica            | Latinoamérica       | España               | España                 |
| N.º episodios | N.º episodios | Primera emisión    | Última emisión         | Primera emisión          | Última emisión      | Primera emisión      | Última emisión         |
| ------------- | ------------- | ------------------ | ---------------------- | ------------------------ | ------------------- | -------------------- | ---------------------- |
| 120           | 120           | 14 de mayo de 2013 | 5 de noviembre de 2013 | 23 de septiembre de 2013 | 10 de abril de 2014 | 5 de febrero de 2018 | 4 de diciembre de 2018 |

## Ficha técnica
- Productora ejecutiva RCN: Nelly Ordóñez COCO.
- Productora general Televideo: Stella Morales G.
- Idea original y libretos: Marcela Citterio
- Colaboración autoral: Teresa Donato, Andrés Rapoport, Julieta Steinberg.
- Director general: Toni Navia.
- Directores: William Barragán Ordoñez y Andrés Bierman Ángel.
- Director asistente: Carlos Alberto Ramírez.
- Director efectos especiales: Andrés Valencia.
- Editor conceptual: Catalina García Ariza.
- Diseño producción y arte: Lucas Jaramillo Vélez.
- Director de arte: Germán Losada Perdomo.
- Coordinador de arte: Rosa Cristina Sarmiento Galvis.
- Diseñador de vestuario: Alejandra Ruiz.
- Diseñadores de maquillaje: Ana Ferrero Rebolledo y Jannet López Escobar.
- Coreógrafo: Gina Collazos M.
- Profesor de actuación: Maia Landaburu.
- Preparación vocal/interpretación musical: Juanita Delgado.
- Letra y música original: Letra Alberto Lucas y Manuel Wirzt
- Producción discográfica y música incidental: Alejandro Gómez Garzón

## Accesorios
En Italia hay distintos accesorios: ropa, accesorios, figuras, útiles escolares y mucho más. Desde 18 de septiembre de 2014 están disponibles en todas las bibliotecas de Italia los tres primeros libros de la serie: "todos los secretos de la Chica Vampiro", "Max y Daisy nuestra historia" y "style book Chica Vampiro". A partir del 7 de octubre de 2014 está en venta en todas las tiendas de discos en Italia el CD "Chica Vampiro: Le Canzoni" que contiene todas las canciones de la serie. El mismo CD salió también en Francia bajo el nombre "Chica Vampiro: L'Album", y en España bajo el nombre "Chica Vampiro: Las Canciones", los libros también están disponibles en España y fueron lanzados durante todo el año 2018, al igual que las revistas oficiales.

## Premios y nominaciones
La serie ha recibido varias nominaciones a los Premios India Catalina, premios Nickelodeon Kids Choice Awards de diversos países, entre otros.
| Año  | Categoría                  | Nominado                             | Resultado |
| ---- | -------------------------- | ------------------------------------ | --------- |
| 2013 | Personaje colombiano       | Greeicy Rendón Daisy O'Brian McLaren | Nominada  |
| 2014 | Actriz de TV Favorita      | Greeicy Rendón                       | Nominada  |
| 2014 | Actor de TV Favorito       | Santiago Talledo                     | Nominado  |
| 2014 | Villano o Villana Favorito | Lorena García                        | Nominada  |
| 2014 | Programa de TV Favorito    | Chica Vampiro                        | Nominado  |

| Año  | Categoría                  | Nominado         | Resultado |
| ---- | -------------------------- | ---------------- | --------- |
| 2014 | Actriz de TV Favorita      | Greeicy Rendón   | Nominada  |
| 2014 | Premio Trayectoria         | Tony Navia       | Ganadora  |
| 2014 | Actor de TV Favorito       | Santiago Talledo | Nominada  |
| 2014 | Villano o Villana Favorito | Lorena Garcia    | Nominada  |
| 2014 | Programa de TV Favorito    | Chica Vampiro    | Ganador   |

| Edición                    | Categoría               | Resultado. |
| -------------------------- | ----------------------- | ---------- |
| XXX Premios India Catalina | Mejor programa infantil | Nominado   |

| Edición                   | Categoría                            | Nominado                                      | Resultado |
| ------------------------- | ------------------------------------ | --------------------------------------------- | --------- |
| XXIII: Premios TVyNovelas | Mejor Producción                     | Chica vampiro                                 | Nominados |
| XXIII: Premios TVyNovelas | Mejor actriz protagónica de serie    | Greeicy Rendón                                | Nominada  |
| XXIII: Premios TVyNovelas | Mejor actriz antagónica de serie     | Lorena García                                 | Nominada  |
| XXIII: Premios TVyNovelas | Mejor actor antagónico de serie      | Jorge Pérez                                   | Nominado  |
| XXIII: Premios TVyNovelas | Mejor tema musical                   | Chica vam vam                                 | Nominado  |
| XXIII: Premios TVyNovelas | Mejor director de telenovela o serie | Toni Navia, William Barragán y Andrés Bierman | Nominados |